# Домети (часопис)
Домети су часопис за културу који излази у Сомбору и чији је издавач Градска библиотека "Карло Бијелицки". Први број Домета је oбјављен 17. октобра 1974. године  и у континуитету излази до данас.

## Историјат
Први број Домета објављен је 17. октобра 1974. године и  у континуитету излази до данас.
Часопис је уређиван по усвојеним принципима: да у пуној мери подстиче стваралаштво и успостави стваралачки однос са културном баштином средине у којој излази, да изађе из локалних оквира, да о свим објављеним темама говори критички и одмерено. 
Први број су потписали чланови Уредништва: Миодраг Миленовић, Стојан Бербер, Томислав Цветковић, Божо Деспотовић, Иванка Јовановић, Радосав Кољеншић, Драшко Ковјанић, Ирма Ланг, Милорад Пуача, Јован Стричевић, Јован Васиљевић, Александар Владисављевић и Миро Вуксановић.

## Издавач и место штампања
Први издавачи часописа били су: 
- Самоуправна интересна заједница културе, и
- Културно-просветна заједница у Сомбору

Од 16. броја издавач је:
- Градска библиотека "Карло Бијелицки" у Сомбору.[2]

Штампарије:
- од бр. 9 (1977) Меркур, Апатин;
- од бр. 13 (1978) Просвета, Сомбор;
- од бр. 114/115 (2003) Кримел, Будисава;
- од 152/155 (2013) Пергамент, Сомбор;
- од бр. 156/157 (2014) Пергамент плус, Сомбор;
- од бр. 162/163 (2015) "Кримел", Будисава.

### Периодичност излажења
Часопис Домети излази тромесечно.

## Рубрике
Домети су препознатњиви по рубрикама:
- Датуми
- Сусрет
- Суочавања
- Реч
- Именик
- Боја и облик
- Чик
- Баштина
- Вредновања

## Главни и одговорни уреднициДомета
Миодраг Миленовић (1937-) главни и одговорни уредник првог броја часописа Домети
Бошко Ивков (1942-2010) главни и одговорни уредник часописа Домети од броја 2 до броја 15
Миро Вуксановић (1944-) главни и одговорни уредник часописа Домети од броја 16 до броја 54
Радивој Стоканов (1949-2013) главни и одговорни уредник часописа Домети од броја 55 до броја 149
Миленко Попић (1945-) главни и одговорни уредник часописа Домети двоброја 150-151
Давид Кецман Дако (1947-) главни и одговорни уредник часописа Домети од броја 152 до двоброја 160-161
Саша Радојчић (1963-) главни и одговорни уредник часописа Домети од двоброја 162-163 до двоброја 174-175
Драган Бабић (1987-) главни и одговорни уредник часописа Домети од двоброја 176-177

## УредништвоДомета
- 1974; број 1

Стојан Бербер, Томислав Цветковић, Божо Деспотовић, Иванка Јовановић, Радослав Кољеншић, Драшко Ковјанић, Ирма Ланг, Милорад Пуача, Јован Стричевић, Јован Васиљевић, Александар Владисављевић, Миро Вуксановић.
- 1975-1976; број 2-5

Стојан Бербер, Јован Васиљевић, Александар Владисављевић, Миро Вуксановић (заменик главног и одговорног уредника), Божо Деспотовић, Иванка Јовановић, Радослав Кољеншић, Драшко Ковјанић, Ирма Ланг, Милорад Пуача, Марија Секељ, Јован Стричевић и Томислав Цветковић.
- 1976-1978; број 6-15

Стојан Бербер, Јован Васиљевић, Александар Владисављевић, Миро Вуксановић (заменик главног и одговорног уредника), Божо Деспотовић, Иванка Јовановић, Радослав Кољеншић, Ирма Ланг, Милорад Пуача, Јован Стричевић и Томислав Цветковић.
- 1979-1982; број 16-28

Стојан Бербер, Јован Васиљевић, Стеван С. Васиљевић, Ерне Вереш, Драгољуб Гајић, Божо Деспотовић, Марин Ђурашин, Стипан Јукић, Александар Каић, Давид Кецман, Панта Лазић, Јован Стричевић, Томислав Цветковић и Душан Шкорић.
- 1982; број 29-31

Стојан Бербер, Јован Васиљевић, Драгољуб Д. Гајић, Божо Деспотовић, Марин Ђурашин, Стипан Јукић, Александар Каић, Давид Кецман, Панта Лазић, Јован Стричевић, Томислав Цветковић и Душан Шкорић.
- 1983-1985; од број 32 до 41

Јован Васиљевић, Драгољуб Д. Гајић, Александар Каић, Давид Кецман и Томислав Цветковић.
- 1985-1987; од броја 42 до 47

Јован Васиљевић, Драгољуб Д. Гајић, Александар Каић, Давид Кецман, Томислав Цветковић и Јожеф Ј. Фекете.
- 1987; од броја 48 до 51

Миљана Зрнић (оперативни уредник), Драгољуб Д. Гајић, Зоран М. Мандић, Јожеф Ј. Фекете и Томислав Цветковић.
- 1988; од броја 52 до 54

Миљана Зрнић, Драгољуб Д. Гајић, Јожеф Ј. Фекете и Томислав Цветковић.
- 1988-1991; од броја 55 до 64

Миленко Попић (оперативни уредник), Миљана Зрнић, Драгољуб Д. Гајић, Јожеф Ј. Фекете и Томислав Цветковић.
- 1991-1994; од броја 65 до двоброја 76-77

Стојан Бербер, Миљана Зрнић, Панта Лазић, Миленко Попић (заменик главног и одговорног уредника), Саша Радојчић.
- 1994-2009; од двоброја 78-79 до двоброја 136-137

Стојан Бербер, Миљана Зрнић, Миленко Попић (заменик главног и одговорног уредника), Саша Радојчић.
- 2009-2012; од двоброја 138-139 до двоброја 148-149

Миљана Зрнић, Миленко Попић (заменик главног и одговорног уредника), Саша Радојчић.
- 2012; двоброј 150-151

Владимир Јерковић, Саша Радојчић (заменик главног и одговорног уредника), Душан Стојковић, Ђорђе Нешић и Бранко Ћурчић.
- 2013-2015; од четвороброја 152-155 до двоброја 160-161

Стојан Бербер, Давид Кецман Дако, Милан Мицић, Миливоје Млађеновић, Јожеф Ј. Фекете и Перо Зубац.
- 2015-2016; од двоброја 162-163 до двоброја 164-165

Драган Бабић, Кајоко Јамасаки, Војислав Карановић, Саша Радојчић.
- 2016-2018; од двоброја 166-167 до двоброја 174-175

Драган Бабић, Кајоко Јамасаки, Војислав Карановић, Саша Радојчић, Чедомир Јаничић, Тамара Б. Крстић.
- 2019-2020; од двоброја 176-177 до двоброја 180-181

Тамара Бабић, Бранислав Живановић, Саша Радојчић.

## Визуелни идентитет часописа
По питању визуелног идентитета часопис Домети карактеришу три значајније промене, углавном, у изгледу насловне стране.
У првих пет бројева у блоку осећа се трагање за препознатљивим визуелним идентитетом часописа. 
Од шестог броја, који је технички уређујивао Душан Машић, часопис је са препознатљивим вињетама-насловима рубрика, блоком наслова и поднаслова текстова, као и распоредом рубрика.
Још једна промена дешава се 1985. године када је насловну страну дизајнирао Стјепан Колар, али у самом блоку часописа није било значајнијих интервенција, а овакав изглед насловне стране задржан је до броја 56 кад је на насловној страни штампан и садржај.
Изласком из штампе броја 63 типографија наслова часописа се још једном мења и тако остаје све до четвороброја 152-155 за 2013. годину када је уочи јубилеја урађен озбиљнији редизајн.
Оно што је интересантно за све године постојања часописа Домета, по питању визуелног идентитета, је чињеница да ни у једном периоду постојања није мењао формат и то што су наслови текстова и имена аутора писани малим словима.